# Seismic Shift
Seismic Shift ist ein Jazzalbum von John Escreet. Die am 21. und 22. Januar 2022 in den Big City Recording Studios, Granada Hills (Kalifornien), entstandenen Aufnahmen erschienen im September 2022 auf Whirlwind Recordings.

## Hintergrund
Seismic Shift ist Escreets neuntes Album unter eigenem Namen, aber sein erstes an der Spitze eines Trios und auch eines der ersten, das seit seinem Umzug an die Westküste der Vereinigten Staaten Anfang 2020 veröffentlicht wurde. Der Pianist, gebürtiger Brite und ehemaliger Brooklyner, spielt mit zwei Musikern aus Los Angeles, mit Eric Revis (Bass) und Damion Reid (Schlagzeug). „Jede Musik, die ich präsentiere, muss abwechslungsreich sein“, sagt Escreet in den Liner Notes. „Es muss Schönheit neben den wilden Momenten geben, Momente der Tonalität gegen Momente der Abstraktion. Vor allem muss jede vorgebrachte Idee, ob komponiert oder improvisiert, Klarheit und Zweck haben.“
Das Stück „RD“, ein Kürzel für Revis/Damion, sei etwas, das Escreet speziell für diesen erste Session dieses Trios geplant hat. „Outward and Upward“ ist genau die Ermutigung, die Escreet einst von dem Ende 2020 verstorbenen Pianisten Stanley Cowell erhielt, dessen Stück „Equipoise“ das einzige Fremdkomposition auf Seismic Shift ist.

## Titelliste
- John Escreet: Seismic Shift (Whirlwind Recordings)

1. Study No. 1
2. Equipoise (Stanley Cowell) 5:51
3. Outward and Upward
4. RD 5:26
5. Perpetual Love
6. Digital Tulips
7. Seismic Shift
8. Quick Reset
9. The Water Is Tasting Worse

Wenn nicht anders vermerkt, stammen die Kompositionen von John Escreet.

## Rezeption

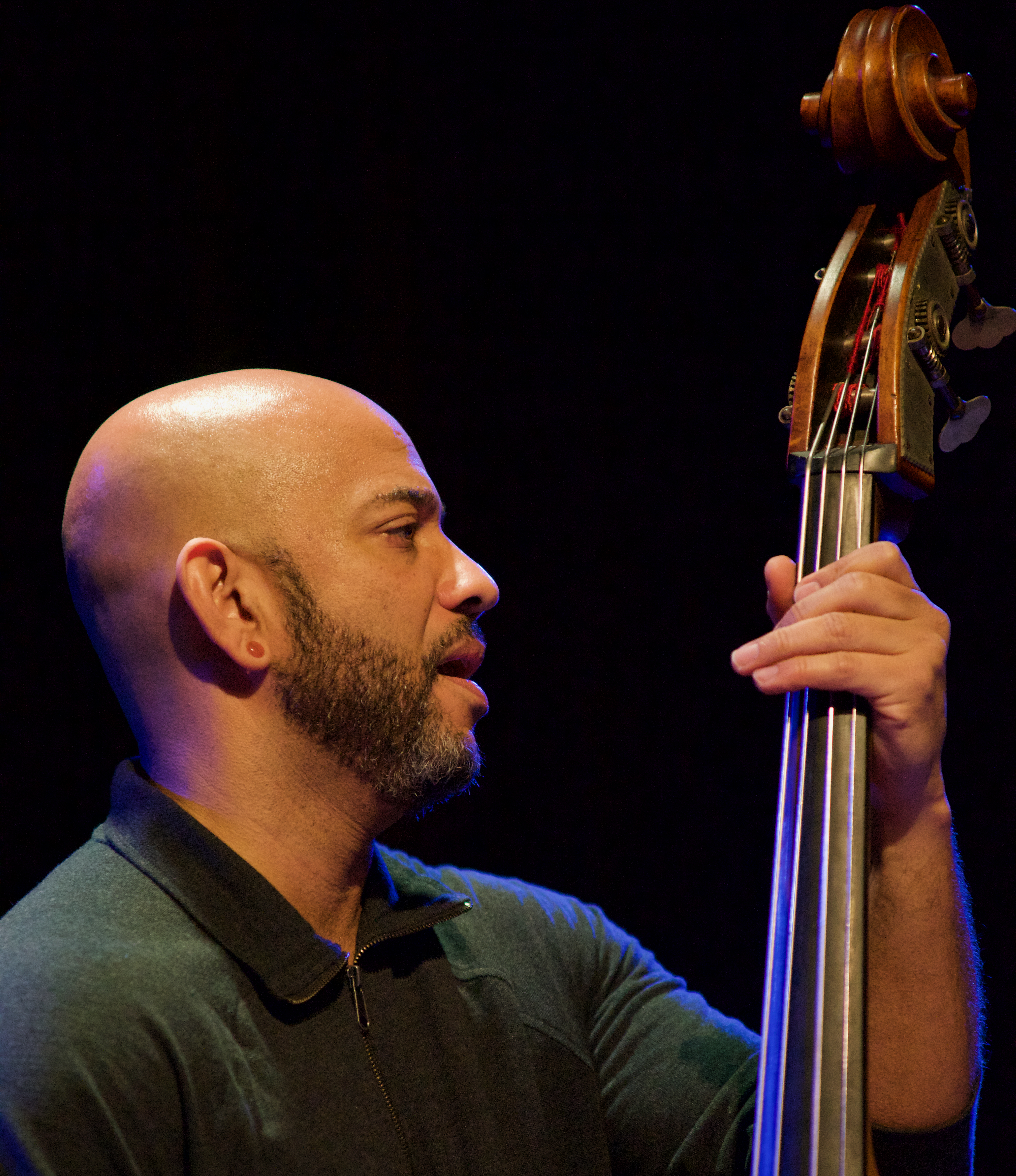
Eric Revis mit dem Nasheet Waits 'Equality' Quartet im Bimhuis 2018

Escreet zeige eine auffallend einzigartige Herangehensweise an Jazz, die größtenteils sowohl hochperkussiv als auch harmonisch dicht und voller Spannung sei, schrieb Selwyn Harris in Jazzwise, und Seismic Shift sei hier keine Ausnahme; doch es gebe eine unheimliche Qualität in seinen mehrdeutig stimmhaften, gespreizten Akkorden im Vergleich zu seinen aggressiveren akzentuierten Schallspritzern und dichten, stacheligen Phrasierungen. Escreets gefühlvolle Free-Bop-Loyalitäten seien auch hier erkennbar, Elemente, die ein Highlight des hervorragenden Albums Learn to Live (2018) gewesen seien. Mit seinem technischen Können schöpfe Escreet das Beste aus der gesamten Klangpalette des Flügels. Obwohl es Ähnlichkeiten mit Cecil Taylors stürmischem perkussivem Stil gebe, würde sich Escreet auch zu schwer fassbaren Komponisten/Pianisten wie Andrew Hill und Stanley Cowell hingezogen fühlen. So setze er sich selbstbewusst mit Cowells erhabener Komposition „Equipoise“ auseinander. Escreets eigenes „Perpetual Love“ klinge wie ein Schwesterstück zu „Equipoise“ und enthalte ein überzeugendes Solo von Revis.
Nach Ansicht von Mark Corroto, der das Album in All About Jazz rezensierte, könnte man bei Seismic Shift auch überlegen, ob nicht Warnhinweise auf die Verpackung gehörten. Es gebe aber keine pornographischen Texte oder gewalttätigen Bilder; es sei nur so, dass die enthaltenen 52 Minuten Musik ziemlich stürmisch und unerbittlich seien. Schon im Konzept. Die drei Musiker seien ein eingespieltes Team, die ein hervorragendes Album besorgt hätten.
Peter Margasak schrieb in Complete Communion bei The Quietus, Seismic Shift enthalte eine neue Combo, die auf höchstem Niveau operiere und sich leichtfüßig zwischen vibrierendem Post-Bop – insbesondere in einer Interpretation des Stanley-Cowell-Klassikers „Equipoise“ – und der Art von extrovertierten Explosionen bewege, die einige der besten Aufnahmen von Don Pullen kennzeichneten. Die Rhythmusgruppe, für die Escreet das schroffe „RD“ komponierte, unterstütze nicht nur die nach außen gerichteten und formverändernden Neigungen des Pianisten, sondern sie agiere auch als äußerst agile, hochenergetische Einheit, die im Handumdrehen Akzente setzen oder das Feeling ändern könne. Reid biete eine Art von übermenschlicher rhythmischer Präsenz, kanalisiere seine Fähigkeiten, um sich diesem besonderen Kontext anzupassen, und swinge bei Bedarf mit Klarheit und Anmut. Escreet sei einer der Pianisten der heutigen Zeit, der regelmäßig seine stilistischen Vorlieben auf seinen Alben ändere, aber nur wenige seiner Unternehmungen haben sein erstaunliches Talent so gekonnt aufgezeigt.
Escreets Pianospiel triefe vor Kraft, schrieb Frank Alkyer im Down Beat, wie bereits auf „Study No. 1“, der Eröffnungsnummer. Die Melodie sei eine Meisterleistung, die aus einer Kanone geschossen werde. Er feuere und hämmere mit einer Aggressivität auf die Tastatur, die Aufmerksamkeit errege. Seine Bandkollegen Revis und Reid würden eine Call-and-Response-Gruppendynamik anspornen, die die Musik „out“ nehme, aber trotzdem alles im Groove halte. Diese Agilität und das Zusammenspiel zwischen den dreien machen das Album zu einem vergnüglichen Hörerlebnis. Die Intensität des Albums ziehe einen in seinen Bann, selbst wenn Escreet den Brenner eine Stufe herunterdrehe, wie er es bei „Equipoise“ tut, mit Kaskaden von Noten, die auf höchst ungewöhnliche Weise unter seinen Fingerspitzen fließen. Aber der Großteil des Programms liefere Jazz wie ein Boxkampf.